# Eutolype rolandi
Psaphida rolandi là một loài bướm đêm trong họ Noctuidae.